# Kommandant der Seeverteidigung Ost- und Westpreußen
Der Kommandant der Seeverteidigung Ost- und Westpreußen, kurz Seekommandant Ost- und Westpreußen war ein regionaler Küstenbefehlshaber der deutschen Kriegsmarine im Zweiten Weltkrieg.

## Geschichte
Die Dienststelle ging am 13. Dezember 1944 aus der des Küstenbefehlshabers mittlere Ostsee hervor. Sie unterstand dem Kommandierenden Admiral östliche Ostsee und hatte ihr Stabsquartier in Gotenhafen. Der Befehlsbereich entsprach dem des vormaligen Küstenbefehlshabers mittlere Ostsee. Bereits im Januar 1945 wurde die Seekommandantur aufgeteilt in die Seekommandanturen Westpreußen und Ostpreußen.
Die Seekommandanten Ost- und Westpreußen waren:
- Konteradmiral Rudolf Stange, Dezember 1944, später Kommandierender Admiral in den Niederlanden
- Kapitän zur See Wolfgang Jerchel († April 1945), Januar 1945, ehemaliger Seekommandant Kristiansand-Süd, Seekommandant Tromsö, letzter Seekommandant Saloniki und einziger Seekommandant Nordgriechenland, später Seekommandant Ostpreußen

## Kommandant der Seeverteidigung Ostpreußen

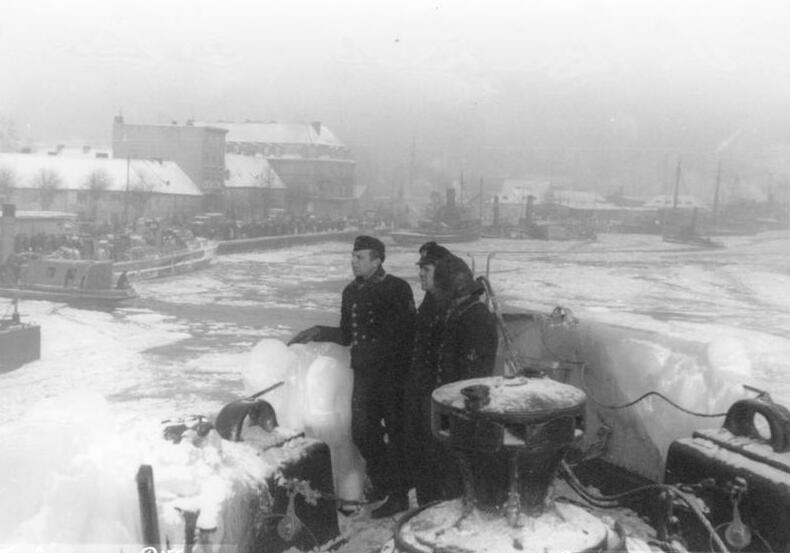
Marinesoldaten im Einsatz in Pillau im Rahmen der Evakuierung Ostpreußens

Der Stab des Seekommandanten befand sich in Pillau. Der Seekommandant war zugleich Festungskommandant Pillau und Kommandant der Seewasserstraße Frisches Haff.
Seekommandanten waren:
- Kapitän zur See Wolfgang Jerchel († April 1945), Januar – Februar 1945
- Kapitän zur See Johannes Möller, Februar – April 1945
- Kapitän zur See Hellmuth Strobel, April 1945

Unterstellte Dienststellen und Verbände
- Hafenkapitän und zugleich Sperrkommandant Pillau, zugleich Leiter Küstenüberwachungsstelle Pillau
- Marine-Artillerie-Abteilung 533 (Pillau)
- Flakartilleriekommandeur Pillau (ab Februar 1945)
  - Marine-Flak-Abteilung 215
  - Marine-Flak-Abteilung 225
- Aus Angehörigen aufgelöster Marineeinrichtungen, u. a. der Marine-Flak-Abteilungen, wurden in Pillau im März 1945 die Marine-Schützen-Bataillone 121 bis 124 aufgestellt und unter Führung des Heeres eingesetzt.

## Kommandant der Seeverteidigung Westpreußen
Der Stab des Seekommandanten befand sich bis März 1945 in Gotenhafen, anschließend auf der Halbinsel Hela.
Einziger Seekommandant Westpreußen war Konteradmiral Siegfried Sorge.
Unterstellte Dienststellen und Verbände
- Marinefestungspionierstab Gotenhafen
- Wehrmachtskommandant Gotenhafen
- Hafenkapitän und zugleich Sperrkommandant Gotenhafen
- Leichte Marine-Artillerie-Abteilung 531
- Marine-Artillerie-Abteilung 629 (Gotenhafen)
- 9. Marine-Flak-Regiment (Gotenhafen)
  - Marine-Flak-Abteilung 219 (Gotenhafen)
  - Marine-Flak-Abteilung 249 (Gotenhafen)
  - Marine-Flak-Abteilung 259 (Gotenhafen, im März 1945 aufgelöst)
  - Marine-Flak-Abteilung 818 (Hela)
- 1. Marine-Nebel-Abteilung (Gotenhafen)
- 9. Marine-Feuerschutz-Abteilung (Gotenhafen)
- Aus Angehörigen aufgelöster Marineeinrichtungen wurden in Pillau im März 1945 die Marine-Schützen-Bataillone 101 bis 106 aufgestellt, unter Führung des Heeres eingesetzt und aufgerieben.